# Naboula
Naboula (wymowa: nabula) – słowo wywodzące się z żargonu haszyszowej subkultury arabskiej Afryki, oznaczające worek z owczego pęcherza, w którym jest przechowywany kif dla zachowania świeżości i zapachu.